# 卡納馬特·博塔舍夫
卡納馬特·胡謝耶維奇·博塔舍夫（俄語：Канамат Хусеевич Боташев，羅馬化：Kanamat Khuseevich Botashev，1959年5月20日—2022年5月22日），退役俄羅斯空軍少將，於2022年俄羅斯入侵烏克蘭期間駕駛戰機於盧甘斯克州上空被烏克蘭武裝部隊使用FIM-92刺針便攜式防空飛彈擊落身亡。

## 生平
博塔舍夫在1959年5月20日生於卡拉恰伊-切爾克斯共和國，父親胡谢伊（Хусей）和母親柳阿扎（Люаза）為國營農場員工。他共有五個兄弟和一個妹妹，其兄弟全部都加入了蘇聯軍隊。博塔舍夫於1976年高中畢業後，原本打算進入黑海高等海軍學校就讀，後於1976年至1977年間在阿斯特拉罕海軍學校讀了一個學年，但最後改為就讀葉伊斯克高等軍事航空學校，並在1981年畢業。2010年博塔舍夫畢業於俄羅斯總參謀部軍事學院，同年成為卡拉恰耶夫斯克榮譽市民。
博塔舍夫已婚，有一子一女。

## 事蹟
2007年，博塔舍夫獲選外貝加爾軍區最佳飛行員。2008年11月6日，博塔舍夫獲得少將軍銜。2008年至2010年擔任外貝加爾軍區空軍師指揮官；2010年至2012年為沃羅涅日巴爾的摩空軍基地指揮官，是為培訓飛行員的負責人。2011年，他因沒有獲得相應的許可和必要的資格下擅自駕駛蘇-34戰鬥轟炸機而被停飛。

### 飛行事故
2012年6月28日，博塔舍夫巡視西部軍區第23326部隊，博塔舍夫與部隊指揮官葉夫根尼·奧萊尼克（Евгений Олейник）沒有飛行許可之下一同乘坐蘇-27戰鬥機，博塔舍夫坐在副駕駛的座位上。博塔舍夫要求奧萊尼克進行特技飛行，結果飛機失控，在飛機墜毀前兩人都從座位彈射出去而無恙。事後，博塔舍夫於2012年8月9日調任車里雅賓斯克州沙戈爾第69806部隊指揮官。兩人於2012年12月29日，被俄羅斯軍事法院根據《俄羅斯刑法》第351條〈違反飛行規則〉罪刑事起訴，罪名成立，兩人判處4年緩期徒刑並向俄羅斯政府賠償500萬盧布。博塔舍夫於2013年退役。
博塔舍夫退役後，擔任俄羅斯陸軍、航空和海軍援助自願協會駐聖彼得堡和列寧格勒州航空副主任，及聖彼得堡航空俱樂部副主任。

### 2022年俄羅斯入侵烏克蘭
烏克蘭媒體Militarny報導博塔舍夫在2022年5月22日，俄羅斯入侵烏克蘭期間駕駛蘇-25戰鬥機於盧甘斯克州上空被烏克蘭武裝部隊第80獨立突擊空降旅使用FIM-92刺針便攜式防空飛彈擊落，因來不及彈射出機外而身亡。該媒體引用俄羅斯空軍的Telegram頻道，頻道的管理員發布了一條名為卡納馬特的人在空戰中陣亡之訊息，管理員後來刪除了訊息，但該訊息已在頻道廣泛討論，推測陣亡者是卡納馬特·博塔舍夫。而博塔舍夫的三名前下屬向BBC證實了博塔舍夫已經死亡的消息。
由於博塔舍夫已經退役，其在戰場中陣亡引起媒體的廣泛關注，當時博塔舍夫的前下屬曾告訴博塔舍夫「根本無法置身事外」，目前尚不明確博塔舍夫以何種身份參與戰鬥。烏克蘭媒體推測博塔舍夫可能成為私人軍事公司瓦格納集團的僱傭兵，而瓦格納集團擁有自己的空軍編隊。
2022年6月2日，博塔舍夫的遺體被Mi-8直升機運送到卡拉恰伊-切爾克斯，隨後在卡拉恰耶夫斯克中央廣場舉行了哀悼會和葬禮。

## 榮譽
根據俄羅斯總統弗拉基米爾·普京於2022年6月1日發佈的第334號總統令，博塔舍夫少將被追授俄羅斯聯邦英雄稱號。
- 俄羅斯聯邦英雄[11]
- 畢業徽章[12]
- 狙擊手飛行員徽章[12]
- 軍功勳章[12]
- 涅斯捷羅夫獎章[12]
- 二級圓滿服役獎章[12]
- 三級圓滿服役獎章[12]
- 空軍100週年獎章[12]
- 俄羅斯陸海空合作志願者協會80週年公共獎章[12]